# Chloris triasi
Il verdone di Trías (Chloris triasi Alcover & Florit, 1987) è un uccello passeriforme estinto della famiglia dei Fringillidi.

## Etimologia
Il nome scientifico della specie, triasi, venne scelto in omaggio al paleontologo Miquel Trías, che ne rinvenne l'olotipo.

## Descrizione

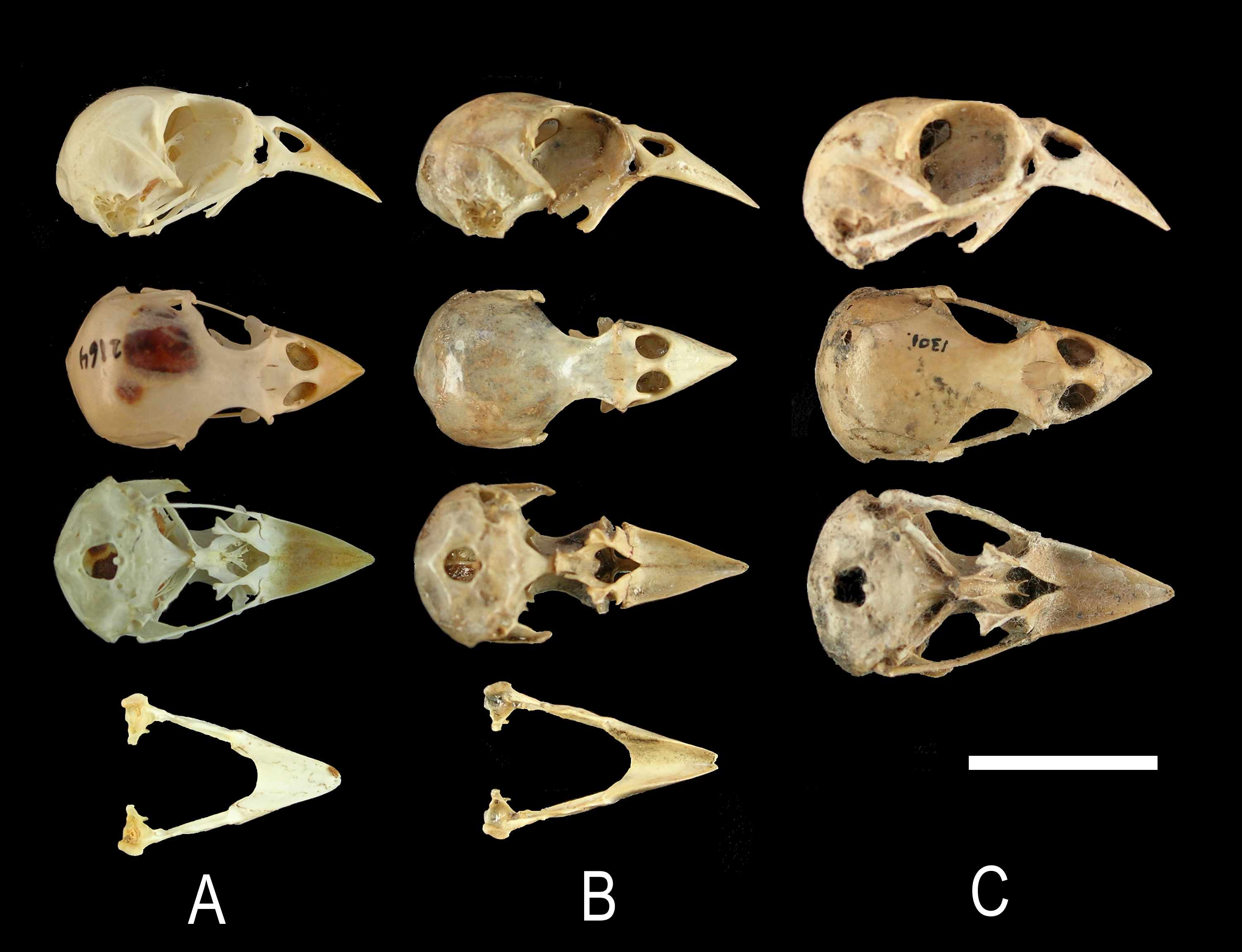
Cranî e mandibole a confronto:
A) verdone comune;
B) verdone dal becco sottile;
C) Verdone di Trías.

In base ai resti subfossili finora rinvenuti, si ritiene che questi uccelli fossero lunghi circa 17–19 cm (rappresentando così la specie di verdone di maggiori dimensioni), muniti di testa più grossa e becco più lungo rispetto al verdone comune, rispetto al quale presentavano inoltre zampe più lunghe e robuste ed ali più corte e deboli.

## Biologia
Le forti zampe e le ali di dimensioni ridotte lascerebbero supporre che questo verdone fosse un cattivo volatore, e che la sua vita si svolgesse in prevalenza al suolo, dove cercava il cibo (verosimilmente grossi semi, che frantumava senza problemi grazie al forte becco) e probabilmente nidificava.
Molto probabilmente, questo verdone si è potuto evolvere più decisamente in senso terricolo e granivoro rispetto a quanto osservabile nella sua controparte di Tenerife, il verdone dal becco sottile, perché su La Palma oltre ad essere assenti i predatori terrestri mancavano anche diretti competitori per il cibo, rappresentati a Tenerife dalle specie endemiche di fringuello: con la scoperta della specie di Tenerife, inoltre, traslando quanto osservabile nei fringuelli di Darwin diviene molto plausibile l'ipotesi dell'esistenza di una terza specie di verdone endemico non ancora scoperta finora su La Gomera, dalle caratteristiche morfologiche intermedie fra le due finora descritte.

## Distribuzione e habitat
I resti di questi uccelli sono stati rinvenuti a San Andrés y Sauces, nel nord di La Palma, alle Canarie: molto probabilmente, questi uccelli abitavano il sottobosco e le zone ricoperte di erba alta della laurisilva.

## Estinzione
I resti subfossili ascrivibili a questa specie sono stati rinvenuti in strati databili al Pleistocene superiore: sebbene non si conosca la data di estinzione di questo verdone, si ritiene che essa sia coincisa o abbia seguito di poco l'arrivo dell'uomo (ma soprattutto delle specie introdotte al suo seguito) alle Canarie, in virtù del fatto che un pattern simile è stato osservato nella maggior parte degli ambienti insulari con presenza di specie di uccelli endemici a ridotta capacità volatoria.